# Transatlantic Follies
Pour les articles homonymes, voir Anything Goes.
Transatlantic Follies (ou Anything Goes) est une comédie musicale américaine réalisée par Lewis Milestone, sortie en 1936. C'est une adaptation de la pièce homonyme de Cole Porter, Guy Bolton et P.G. Wodehouse.

## Synopsis
Un jeune homme tombe amoureux d'une belle femme qu'il suit sur un paquebot de luxe lors d'une croisière, où il découvre qu'elle est une héritière anglaise qui s'est enfuie de chez elle mais est forcée de rentrer en Angleterre. Il découvre également que son patron est sur le navire et pour éviter d'être aperçu, il se déguise alors en gangster qui est en réalité un vrai gangster en fuite.

## Fiche technique
- Titre original : Anything Goes
- Titre français : Transatlantic Follies
- Réalisation : Lewis Milestone
- Scénario : Guy Bolton, Russel Crouse
- Photographie : Karl Struss
- Montage : Eda Warren
- Musique : Friedrich Hollaender
- Direction artistique : Hans Dreier, Ernst Fegté
- Décors : A.E. Freudeman
- Costumes : Travis Banton
- Producteur : Benjamin Glazer
- Pays de production :  États-Unis
- Format : Noir et blanc — 35 mm — 1,37:1 — Son : Mono
- Genre : Film musical, comédie romantique
- Durée : 92 minutes
- Date de sortie : 
  - États-Unis : 24 janvier 1936

## Distribution
- Bing Crosby : Billy Crocker
- Ethel Merman : Reno Sweeney
- Charles Ruggles : Révérend Dr Moon
- Ida Lupino : Hope Harcourt
- Grace Bradley : Bonnie LeTour
- Arthur Treacher : Sir Evelyn Oakleigh
- Robert McWade : Elisha J. Whitney
- Richard Carle : Évêque Dobson
- Margaret Dumont : Mme Wentworth
- Jerry Tucker : Junior
- Matt Moore : Capitaine McPhail
- Edward Gargan : Détective
- Matt McHugh : Détective
- Budd Fine : Pug-Ugly
- The Avalon Boys : Quatuor

Et, parmi les acteurs non crédités :
- Jimmy Aubrey : Cameraman
- George Beranger : Gaylord
- John Carradine : ballet master

## Autour du film
Cette première adaptation cinématographique, filmée en noir et blanc, était dirigée par Lewis Milestone avec pour vedette Ethel Merman, qui reprenait le rôle de Reno Sweeney qu'elle tenait sur les planches, et Bing Crosby dans le nouveau rôle de Billy Crockett. Charles Ruggles (remplaçant Victor Moore), Ida Lupino et Arthur Treacher étaient en tête d'affiche. Le film nécessita l'adaptation des paroles salaces des chansons de Porter pour passer l'épreuve des censeurs de la Commission Hays. Seules quatre de ses chansons restent dans le film (avec des altérations notables des paroles!) : Anything Goes, I Get a Kick Out of You, There’ll Always Be a Lady Fair, et You’re the Top.
Grâce aux relations de Bing Crosby, trois compositeurs travaillèrent à quatre chansons supplémentaires pour le film, mais si l'on excepte Moonburn (écrite par Hoagy Carmichael et Edward Heyman), qui fut pendant un temps l'un des grands succès de Crosby, ces changements de dernière minute n'ont guère marqué les mémoires. Certains critiques, tel John Springer, ont d'ailleurs reproché à la Paramount d'avoir trahi la version originale avec ces airs médiocres (mais dans le Hollywood des années 1930, il était pratique courante pour les grands studios, qui possédaient des maisons d'édition musicales, de « placer » ainsi leurs propres productions avec l'espoir de doubler les gains en cas de succès).
Lorsque, à la fin des années 1950, la Paramount vendit les droits du film de 1936 aux télévisions, elle retitra le film Tops is the Limit pour ne pas faire de concurrence à sa  nouvelle version cinématographique, qui se jouait au théâtre.